# Pier Aldo Rovatti
Pier Aldo Rovatti (Modena, 19 aprile 1942) è un filosofo italiano, che ha insegnato Filosofia contemporanea all’Università di Trieste.

## Biografia
Ha studiato fenomenologia a Milano con Enzo Paci iniziando fin dagli anni sessanta a collaborare con la rivista di filosofia e cultura aut aut, di cui è direttore dal 1976.
È editorialista di Il Piccolo di Trieste e collaboratore di la Repubblica e l'Espresso. Coordina il Laboratorio di filosofia contemporanea di Trieste, attraverso cui ha fondato la Scuola di filosofia di Trieste. È membro del comitato scientifico di Vicino/lontano (Udine).
Nel 2010 è uscito un volume a lui interamente dedicato (René Scheu, Il soggetto debole. Sul pensiero di Pier Aldo Rovatti, Mimesis, Milano 2010).

## Pubblicazioni
Nel 1969 pubblica una monografia su Whitehead. Successivamente si occupa dei rapporti tra fenomenologia e marxismo pubblicando nel 1973 Critica e scientificità in Marx, e poi focalizzando in vari saggi il tema dei bisogni con riferimento anche alla psicoanalisi. Cura anche un'edizione delle Opere di Bergson.
Nel 1983 fa uscire con Gianni Vattimo il reading Il pensiero debole che sarà ristampato molte volte e tradotto in varie lingue, e da cui è nato un ampio dibattito, all'inizio sulle pagine di Alfabeta (di cui era redattore), poi in diverse altre sedi non solo italiane, e che continua tuttora.
Le questioni concernenti tale forma nuova di pensiero (che hanno a che fare soprattutto con Nietzsche e Heidegger) diventano il punto di partenza della sua successiva produzione con una serie di volumi (La posta in gioco, Abitare la distanza, Il paiolo bucato, La follia in poche parole, Guardare ascoltando, L'esercizio del silenzio, Possiamo addomesticare l'altro?, Inattualità del pensiero debole). Queste questioni riguardano soprattutto la possibilità di una «logica paradossale» e si articolano intorno ai temi del gioco, dell'ascolto e dell'alterità, tutti collegati alla questione attuale della soggettività.
Altri suoi scritti e interventi hanno introdotto opere di Whitehead, Sartre, Habermas, Hume, Edmond Jabès, Oskar Negt, Alexander Kluge, Ágnes Heller, Roger Caillois (ossia I giochi e gli uomini), Philippe Sollers (il libro Sul materialismo), Nicos Poulantzas, Gilles Deleuze, Jacques Derrida (nel suo rapporto con Freud), Emmanuel Lévinas, Gregory Bateson e del suo mentore Enzo Paci.
Dalla riflessione sul gioco nascono anche i libri Per gioco (con Alessandro Dal Lago, 1993), La scuola dei giochi (con Davide Zoletto, 2005) e Il gioco di Wittgenstein (2009).
Si è anche interessato alla consulenza filosofica, con La filosofia può curare? (2006).
Ha curato, nel 2011, l'antologia Il coraggio della filosofia, sui sessant'anni della rivista aut aut.
Da anni, al venerdì, tiene una rubrica sul quotidiano Il Piccolo di Trieste col titolo di Etica minima. Ha raccolto questi "scritti corsari" (evidente riferimento a Pasolini) in vari libri: Etica minima (2010), Noi, i barbari (2011), Un velo di sobrietà (2012), L'intellettuale riluttante (2018), Gli egosauri (2019).
Accanto a una sensibile sintonia con le riflessioni di Jacques Derrida, si è manifestata nella sua ricerca una particolare attenzione per il pensiero di Jacques Lacan e di Michel Foucault (in particolare sul rapporto tra potere e sapere).